# Đảo núi lửa Jeju và các ống nham thạch
Đảo núi lửa Jeju và các ống nham thạch là Di sản thế giới được UNESCO nằm trên đảo Jeju tại Hàn Quốc. Jeju là một hòn đảo núi lửa, cách bờ nam của bán đảo Triều Tiên khoảng 130 kilômét. Nó là hòn đảo lớn nhất, đồng thời là tỉnh có diện tích nhỏ nhất Hàn Quốc với diện tích bề mặt là 1.846 kilômét vuông.

## Hình thành
Đặc điểm trung tâm của đảo là Hallasan, ngọn núi cao nhất ở Hàn Quốc và là một ngọn núi lửa hình khiên không còn hoạt động cao 1.950 mét so với mực nước biển. Nó bao gồm 360 núi lửa vệ tinh nhỏ hơn. Hoạt động núi lửa trên đảo Jeju bắt đầu vào Kỷ Phấn trắng và kéo dài cho đến kỷ Đệ tam. Các vụ phun trào gần đây nhất được ước tính là khoảng 5.000 năm trước, khiến nó được phân loại là núi lửa vẫn còn hoạt đông, có nghĩa là các vụ phun trào trong diễn tra trong 10.000 năm. Việc chỉ định là núi lửa vẫn còn hoạt động không được tất cả đồng ý, vì cần phải theo dõi và nghiên cứu nhiều hơn để hiểu rõ hơn về núi lửa. Hòn đảo được bao phủ trong đá và đất núi lửa do Hallasan tạo ra. Baengnokdam là miệng núi lửa và hồ nước nằm trên đỉnh Hallasan được hình thành từ hơn 25.000 năm trước.
Jeju có giá trị về mặt khoa học với hệ thống ống nham thạch trên khu vực rộng lớn được gọi là Oreum. Các ống tự nhiên là nơi những dòng mắc ma chảy qua bây giờ trở thành những hang động trống rỗng, là một trong những hang động lớn nhất thế giới. Các hang động cung cấp cơ hội cho nghiên cứu khoa học và cũng là điểm đến du lịch phổ biến.
Ngoài bờ biển của thành phố Seogwipo là một vành đai rộng lớn của những cột đá hình trụ là những ví dụ về vẻ đẹp tự nhiên của Jeju. Vỏ và hóa thạch động vật được phát hiện trong khu vực này cũng rất có giá trị như tài liệu khoa học. Ngoài khơi là đảo Beom và Mun cũng là những khu vực được bảo tồn và ngắm cảnh rất tuyệt.
Sự đa dạng của các loài động thực vật trên đảo Jeju cũng là một lý do quan trọng khiến nó cũng có giá trị như là một khu bảo tồn thiên nhiên. Một nửa số loài thực vật có mạch của Hàn Quốc mọc tự nhiên trên đảo trong khi 200 loài thực vật bản địa khác của Hàn Quốc đã được đưa đến đây. Tuy nhiên, một nửa trong số các loài này phải đối mặt với sự tuyệt chủng, đặc biệt là những loài trên các đỉnh núi và có từ thời kỳ Băng hà. Các loài thực vật khác trong rừng cận nhiệt đới và các khu vực thấp hơn của đảo cũng đang bị đe dọa.